# Ollózás (szexuáltechnika)

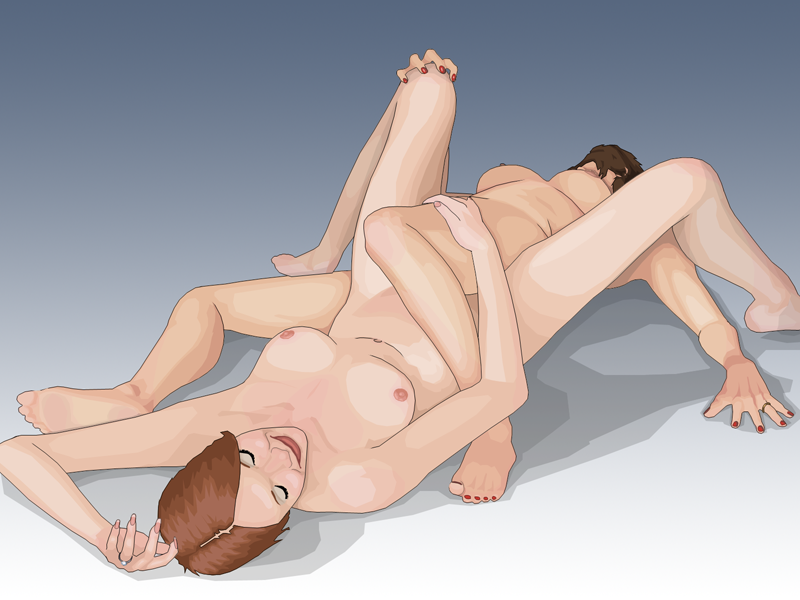

Az ollózás leszbikusok által gyakorolt szexuáltechnikát és két nő közti szexuális közösülést jelent, melynek során egymáshoz dörzsölik a nemi szervüket. Az elnevezés arra utal, hogy úgy néz ki, mintha két olló egymással szembefordítva egymást próbálná elvágni.
Gyakorlata állítólag pornófilmekben elterjedtebb, mint a való életben, leszbikusok beszámolói szerint helyette gyakoribb szexuális technika a csikló és a vagina másik combjához, csípőjéhez, szeméremtestéhez dörzsölése.

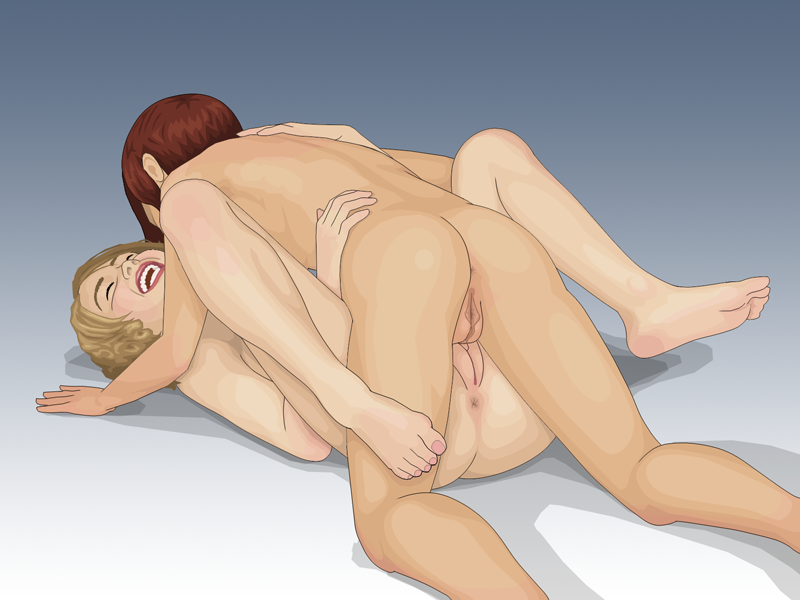
Ollózás misszionárius pozícióban